# Childrena zenobia
Childrena zenobia is een vlinder uit de familie van de Nymphalidae. De wetenschappelijke naam van de soort is voor het eerst geldig gepubliceerd in 1890 door John Henry Leech.